# Eino Huhtala
Eino Johannes Huhtala (* 18. November 1938 in Revonlahti) ist ein ehemaliger finnischer Skilangläufer.
Huhtala, der für den Jämsänkosken Ilves startete, belegte im März 1963 bei den Lahti Ski Games den neunten Platz über 15 km und erreichte damit seine beste Platzierung bei diesem Wettbewerb. Bei seiner einzigen Olympiateilnahme im Februar 1964 in Innsbruck kam er auf den 11. Platz über 15 km. Sein Bruder ist der ehemalige Skilangläufer Väinö Huhtala.